# Ekron
Ekron (in ebraico: עֶקְרוֹן, ʿeqrōn, traslitterato in epoca ellenistica come Accaron; odierna Tel Miqne), è stata una città-stato facente parte della Pentapoli filistea, situata nella parte sud-occidentale di Canaan. Ekron si trova 35 chilometri ad ovest di Gerusalemme, e 18 a nord dell'antica Gat, sul confine orientale della pianura costiera israeliana.

## Storia
Il sito di Tel Miqne fu relativamente occupato a partire dall'età del rame e fino all'inizio dell'età del bronzo. Dopo un salto di 400 anni durante i quali fu abitato solo il tel superiore, la città subì una grande espansione attorno al 1600 a.C., con i Canaaniti.

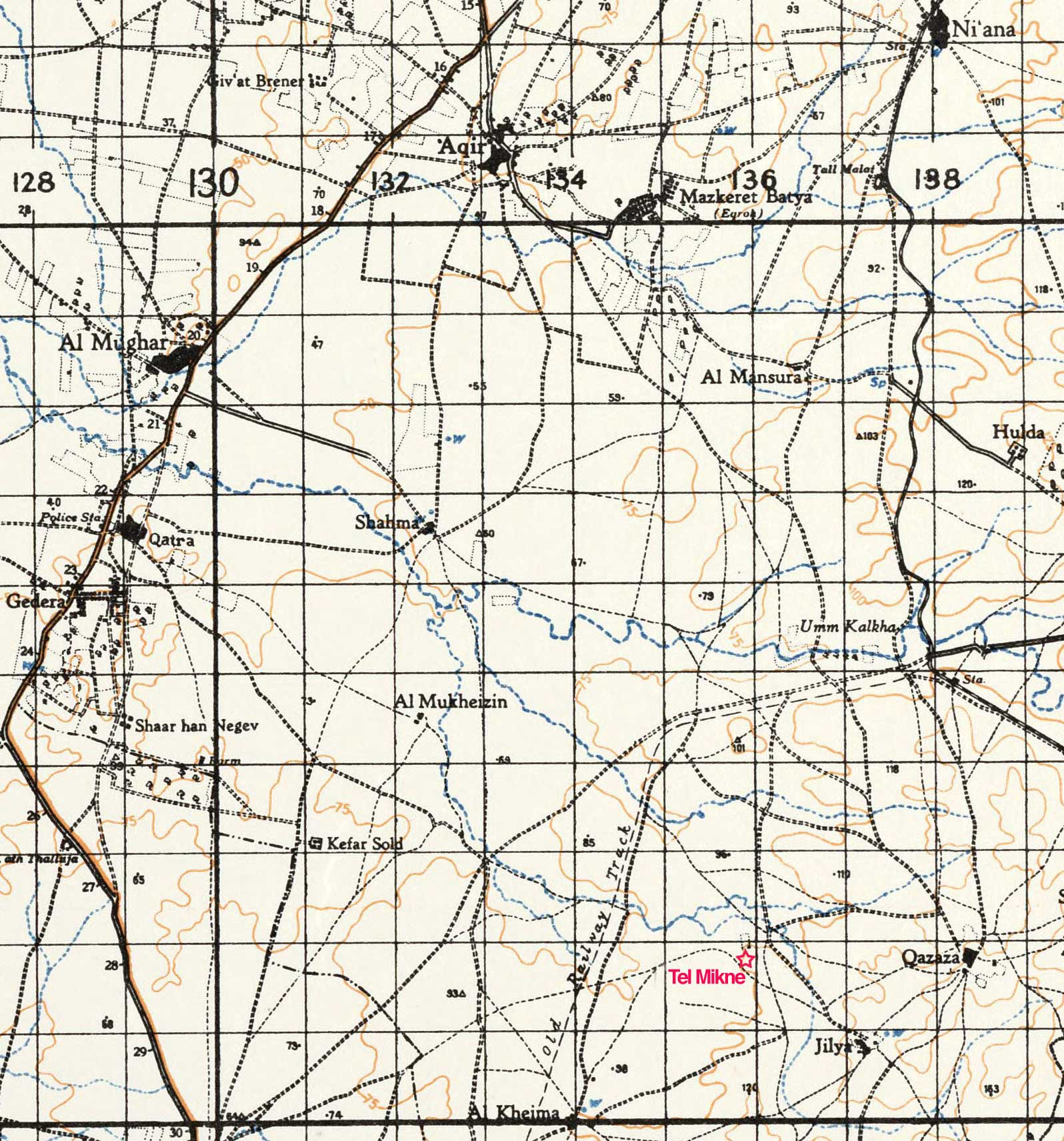
Mappa del 1939 che mostra la regione circostante

La città Canaanita si ridusse negli anni prima che il suo principale edificio pubblico si incendiasse nel XIII secolo a.C., durante il collasso dell'età del bronzo, un periodo di generale devastazione associata ai popoli del Mare. Fu ricostruita dai filistei all'inizio dell'età del ferro, attorno al XII secolo a.C. Durante l'età del ferro Ekron fu una città di frontiera al confine tra Filistea e Regno di Giuda.
Anche le registrazioni dell'impero neo-assiro fanno riferimento ad Ekron. L'assedio di Ekron del 712 a.C. è raccontato nei bassorilievi di uno dei muri di Sargon II, nel suo palazzo a Dur-Šarrukin. Ekron si rivoltò contro Sennacherib e cacciò Padi, suo governatore, che era stato inviato da Ezechia, a Gerusalemme, per mantenere la pace. Sennacherib marciò su Ekron e gli Ekroniti chiesero aiuto al re di Mutsri. Sennacherib si allontanò per sconfiggerne l'esercito, cosa che fece a Eltekeh, fece quindi ritorno e conquistò la città, mettendo a morte i capi della rivolta ed imprigionando i loro seguaci. Questa operazione portò al famoso attacco di Sennacherib ad Hezekiah e Gerusalemme, in cui Sennacherib obbligò Ezechia a rimettere al suo posto Padi, rinominato governatore di Ekron. Ashdod e Ekron sopravvissero e divennero potenti città-stato che dominarono l'Assiria nel VII secolo a.C. La città potrebbe essere stata distrutta dal re neo-babilonese Nabucodonosor II tra il 604 a.C. ed il 562 a.C., ma viene citata, come "Accaron", anche nel Primo libro dei Maccabei (10:89) (II secolo a.C.).
Un centro di produzione di olio d'oliva risalente al VII secolo a.C. è stato scoperto ad Ekron, con oltre cento grandi macine per le olive, e rappresenta il più grande centro simile dell'antichità mai scoperto. LA scoperta indica che la produzione di olio d'oliva era altamente sviluppata nell'antica Israele, e che questo era un grande produttore anche per i paesi vicini, quali Egitto e Mesopotamia.

### Identificazione con Tel Miqne
Robinson identificò il villaggio arabo di Aqir come il sito di Ekron nel 1838, e questa ipotesi fu accettata finché non fu contestata da Macalister nel 1913, che suggerì Khirbet Dikerin, e da Albright nel 1922, che suggerì Qatra. L'identificazione di Ekron con Tel Mikne (Tel Miqne, Khirbet Muqanna) fu suggerita da Naveh e Kallai nel 1957–1958, e fu una teoria ampiamente accettata alla luce di un'iscrizione dedicata ad un re trovata durante gli scavi del 1996.

## Riferimenti biblici
Ekron viene citata in Giosuè 13:2-3:
Giosuè 13:13 la elenca come città confinante dei Filistei e sede di uno dei cinque principi dei Filistei, e Giosuè 15:11 cita città e villaggi satelliti di Ekron. La città in seguito fu riassegnata alla tribù dei Dan (Giosuè 19:43), ma tornò poi in possesso dei Filistei. Fu l'ultimo posto in cui i Filistei portarono l'Arca dell'Alleanza prima di rimandarla in Israele (Samuele 1 5:10 e Samuele 1 6:1-8). 
C'era un famoso santuario di Baal ad Ekron. Il Baal adorato era chiamato Baal Zebul, che alcuni studiosi collegano a Beelzebub, noto nella bibbia ebraica (Re 2 1:2):

## Archeologia
Ekron fu scavata per quattordici anni tra il 1981 ed il 1996 da una squadra della American Schools of Oriental Research e della Israel Exploration Society guidata da Trude Dothan e Seymour Gitin.
Il tumulo di Tel Miqne ha un tell superiore di 4 ettari, ed uno inferiore che è variato dai 16 ai 26 nel corso della storia.
Gli scavi del 1996 nel complesso del tempio a Tel Miqne portarono alla luce importanti artefatti per l'archeologia biblica, un'iscrizione di un re di Ekron del VII secolo a.C., Achis. Non solo l'iscrizione permette di identificare con sicurezza il sito, ma fornisce una breve lista di re di Ekron, di padre in figlio:  Ya'ir, Ada, Yasid, Padi, 'Akish.

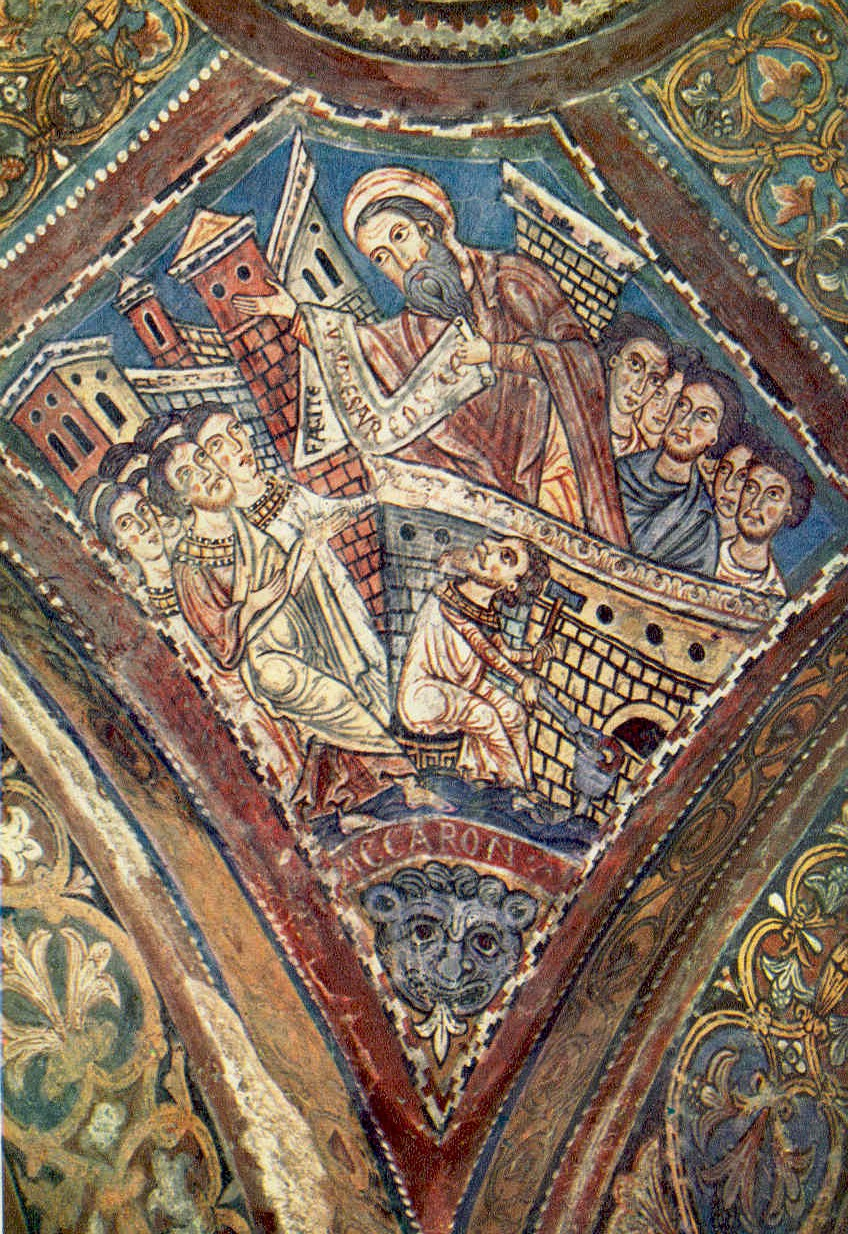
Immagine di Ekron in un affresco medievale che raffigura la cattura filistea dell'Arca dell'Alleanza (Samuele 1, 5-6) (cripta della cattedrale, Anagni, Italia, ca. 1255)

Di interesse più che locale è il destinatario dell'iscrizione, "Divina Signora di Akish. Possa lei benedirlo, e proteggerlo, e prolungare i suoi giorni, e benedire le sue terre". Il nome o il titolo della Signora di Ekron è Ptgyh o Ptnyh. Aaron Demsky (Demsky 1997) legge il nome come Ptnyh e lo collega al titolo di Potnia Theron(Signora degli Animali) che apparteneva alla Grande Dea dell'Egeo, nelle sue varie manifestazioni locali, che comprendono i siti micenei.